# 徐之丰
徐之丰（1933年—），台湾百货业、观光业大亨，原万华企业集团董事长。浙江鄞县人。

## 生平
生于浙江鄞县，父徐汝庸字德榮於弱冠之年至滬從商，習服裝業，1928年透過勞資合作在上海成立「南華內衣廠」，經營生產、推銷「否司脫」襯衫。徐早年隨父在上海经商，后移居台湾，与兄徐伟峰、徐正风，曾引领台湾百货业长达30年。
1960年，在台北创办台北大饭店，是台湾第一家国际观众光大饭店。亦曾创办台北今日饭店。
1965年10月，徐家在台北中华路创办台北市第一家大型的百貨公司“第一百貨公司”，试复制老上海南京路繁华景象。1968年12月8日，徐家再創立「今日百貨」，由徐之豐主導，徐偉峰專注於建立類似「大上海」的「今日世界育樂中心」。徐之豐後被誉为「今日巨人」的百貨連鎖巨头。1970年母親陸氏病逝。1974年3月17日父逝。
经营以观光业、百货业为主，旗下拥有万华企业、第一华侨饭店等产业。

## 财富
- 1994年，身价逾50亿新台币，为台湾首100大富豪，名列第92位[1]。